# 高峰 (柔道运动员)
高峰（1984年2月22日—），原名高艳玲，籍贯辽宁抚顺，注册單位為解放軍，中國柔道運動員。

## 生涯
高峰早在1994年就於辽宁抚顺市业余体校開始接受柔道訓練，當時高峰的教练為石素娟。1年後1995年進入辽宁省体育运动学校，其教练為刘永福。4年之後入選國家隊，付国义是高峰的教練。
高峰在入選國家隊後的兩年中，先後奪得了世界軍人錦標賽金牌以及九運會銀牌。及後一年，衛冕世界軍人錦標賽金牌，在世界錦標賽排名第5。2004年，高峰在雅典奧運中的女子蠅量級（48公斤）賽事銅牌。2005年第十屆全運會，-48公斤级金牌。2006年12月5日第十五屆多哈亞運會-高峰在女子48公斤級小項中奪金。